# 成都东站
成都东站又称成都东客站，规划初名为新成都站，位于中国四川省成都市成华区，是成都铁路局成都车站管辖的特等客运站，前身为成昆铁路沙河堡站。成都東站是成都市最大的铁路客运车站，是中西部最大的铁路客运站之一，是集铁路、轨道、客运、公交等多种交通方式于一体的综合交通枢纽，也是中华人民共和国高速铁路网的重要枢纽站点，目前主要办理遂成铁路、西成客运专线、成贵客运专线和成渝客运专线的客运列车到发作业，也办理部分宝成铁路、成昆铁路、成渝铁路的客运列车到发、通过作业。

## 历史

### 背景
成都东站的前身为沙河堡站，1966年随成昆铁路成峨段建成投用，当时设有正线1条、到发线1条。1971年车站增建5条股道，至1989年设有1条正线、4条到发线、2座客运站台、3条成都无缝钢管厂存车线和2条牵出线:185。成昆铁路电气化后，车站规模有所调整。截至2007年，车站设有1条正线、3条到发线和1条货物线，上下行区间均为单线半自动闭塞；同年成都北编组站建成投用，修建编组站至本站的联络线，使得进出编组站的货运列车在成花线通车前能直通成昆铁路。
2004年，中华人民共和国国务院审议通过《中长期铁路规划》，《规划》提出，沿南京-武汉-重庆-成都建设运行时速200公里以上的客运专用铁路，并将成都划定为全国六大重点铁路枢纽之一，提出“调整编组站，改造客运站，建设机车车辆检修基地”的发展要求。次年，四川省与时铁道部签订《加快四川省铁路建设纪要》，计划耗资16亿元人民币建设成都枢纽工程。最初成都市计划对成都南站扩能改造以代替设施老旧且超负荷运转的成都站，成都东站改造为大型集装箱编组站；然而天府立交预留空间不足导致成都南站无法扩建为超大型车站。随着达成线改造动工、成渝客专建设的敲定，成都市转而寻求另建新铁路客站作为全市枢纽客运车站。在成都市政府和铁二院协商下，初步敲定在成都东部原沙河堡站位置建设新客站。2006年8月10日，铁道部和成都市政府达成“关于加快成都市新客站铁路项目建设会议纪要”，确定新成都站将先于成绵乐客运专线开始施工建设。

### 规划设计
- 2005年4月，铁道部对成都新客站设计方案展开招标。参与成绵乐客专设计的铁二院中标站场设计方案。[11]
- 2006年9月14日，成都新客站规划通过沙河堡片区设计沙盘向公众披露。车站流线设计、站场布置、换乘交通基本成型。[11]
- 2007年5月，成都铁路局对新成都站概念设计方案展开征集。铁二院、AREP、西南院联合体的“青铜面具”方案最后中标。[12]
- 2008年7月2日，四川省与时铁道部签订加快推进铁路恢复重建会谈纪要，将成都新客站列入2008年年度开工目标及汶川地震后四川铁路系统重建项目。[13]

### 开工建设
- 2007年12月29日，作为成都新客站综合交通枢纽一部分的成都地铁2号线沙河堡站开工建设。[14]
- 2008年12月29日，成都东站与成绵乐客运专线同步正式开工。[15]
- 2009年6月，成都地铁7号线成都东客站开工。
- 2010年2月6日，成都地铁7号线成都东客站封顶。[16]
- 2010年4月15日，成都东客站西站房地面层封顶并转入地上钢架结构建造；同时东站房主体结构基本完成。[17]
- 2010年6月30日，成都东站站房钢结构全面封顶。车站转入装修与设备安装调试阶段。[18]
- 2010年9月30日，成都东站完成外部立面装饰工程，展开内部装饰及设备调试工作。[19]
- 2010年12月27日，成都东站进入联调联试阶段，达成场使用CRH1A型动车组列车投入接触网测试。[20]
- 2011年5月8日，成都东站开通运营，达成场正式启用。

### 运营使用
- 2012年9月，成都地铁2号线成都东客站开通运营。
- 2014年7月1日，随着宜万铁路改造完成，沪汉蓉快速铁路开行动车组。成都东站开行经沪汉蓉至武汉、上海及经京广高铁前往郑州等地的动车组或高速动车组列车。[21][22]
- 2014年12月20日，成绵乐客运专线开通运营。成都东站高速场启用。[23]
- 2014年10月14日至2015年1月7日，成都东站东西广场地下换乘枢纽进行了封闭式优化改造。改造后，原本东西广场均有的社会车辆停车、出租车港湾站、公交枢纽站被重新整合。公交场站全部集中到东广场，出租车、社会车辆停放以及机场大巴站被集中到西广场。[24][25]

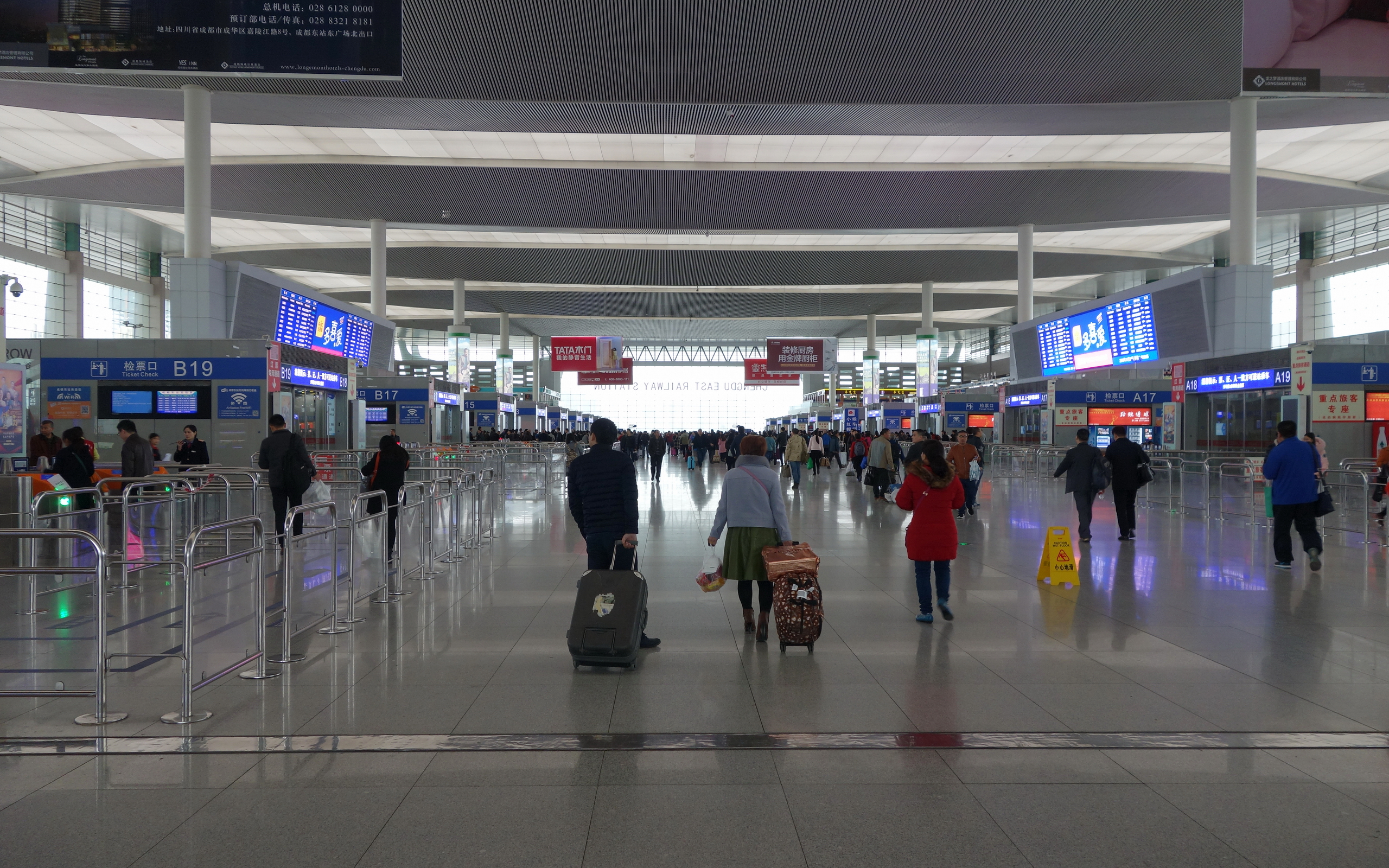
成都东站的站厅

- 2015年1月1日，成都东经沪汉蓉、京广高铁往北京西的G字头高速动车组列车开始开行；[26]5月20日，成都东与广州南间开行高速动车组列车，成都往北上广三城自此已全部开行动车组列车。[27]
- 2015年12月26日，成渝客运专线开通，成都东站成渝站台区投入使用。[28]
- 2017年11月28日，成都东站出站层实现地铁国铁安检单向互认。成都东站国铁出站旅客换乘地铁不用再接受安检。[29]
- 2017年12月6日，西成客运专线西江段开通运营。成都东站开行多列往华北、华东、东北各城市动车组。[30]同日，成都地铁7号线开通运营并于2号线在成都东站实现换乘。
- 2019年6月15日、12月16日，成贵客运专线乐宜段、宜贵段先后开通，成都东站大量开行往宜宾、贵阳、昆明及广州方向动车组。[31]
- 2020年1月8日，成都东站位于B1、B26站台的新便捷换乘通道投入使用，同时成都东站便捷换乘客流组织变动，不再允许乘客直接从站台逆向上楼到候车层。[32]
- 2020年12月24日，伴随成渝高速铁路达速350km/h运营，成都东站在地下一层设置成渝城际候车室，使用成渝高铁计次票、定期票，以及商务座、“铁路畅行”四星及以上会员的乘客可经次此候车室快捷检票候车。[33]

## 车站结构

成都东站站房结构
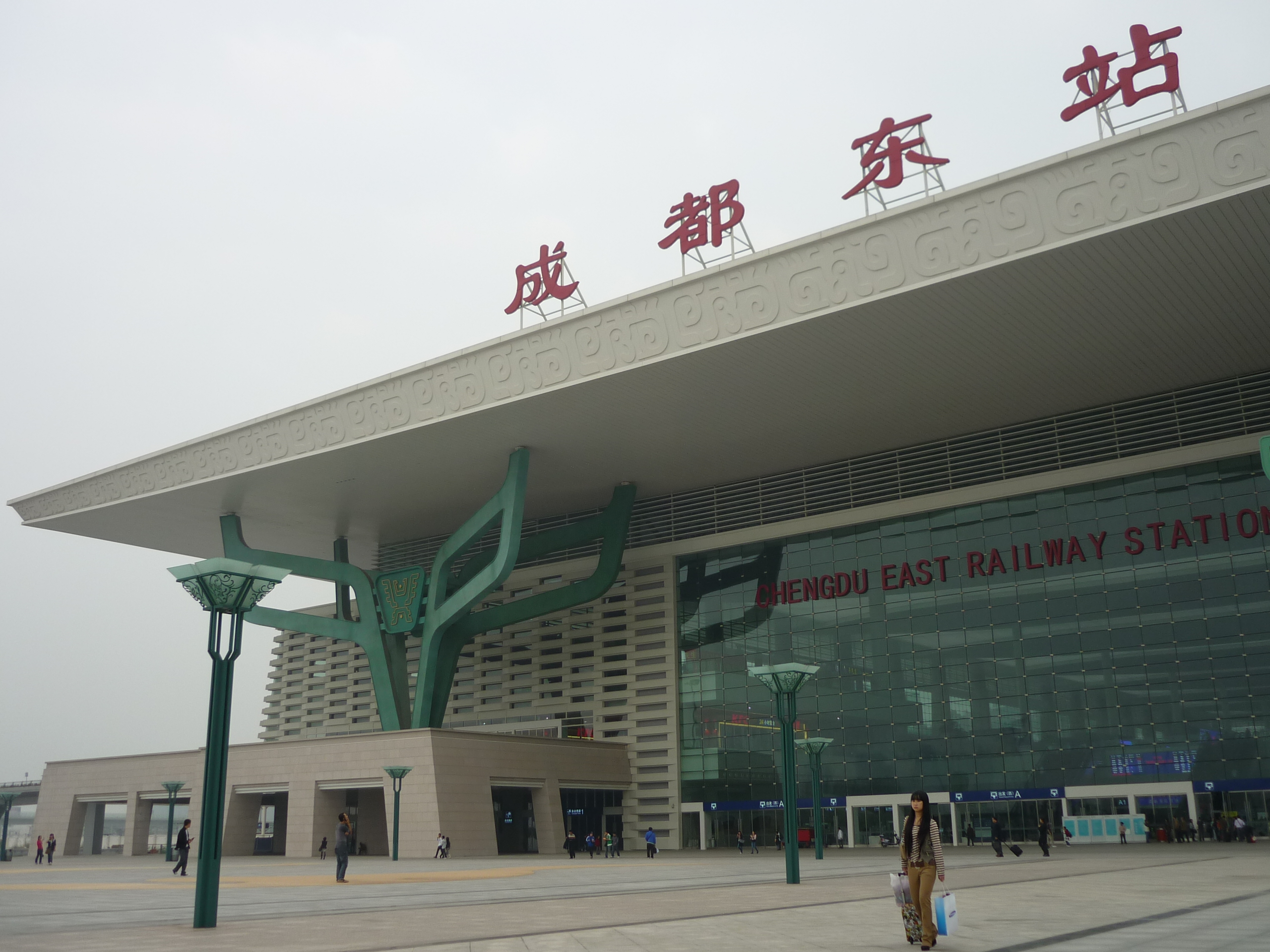
成都东站立面的青铜人面立柱是其外观的最大特色
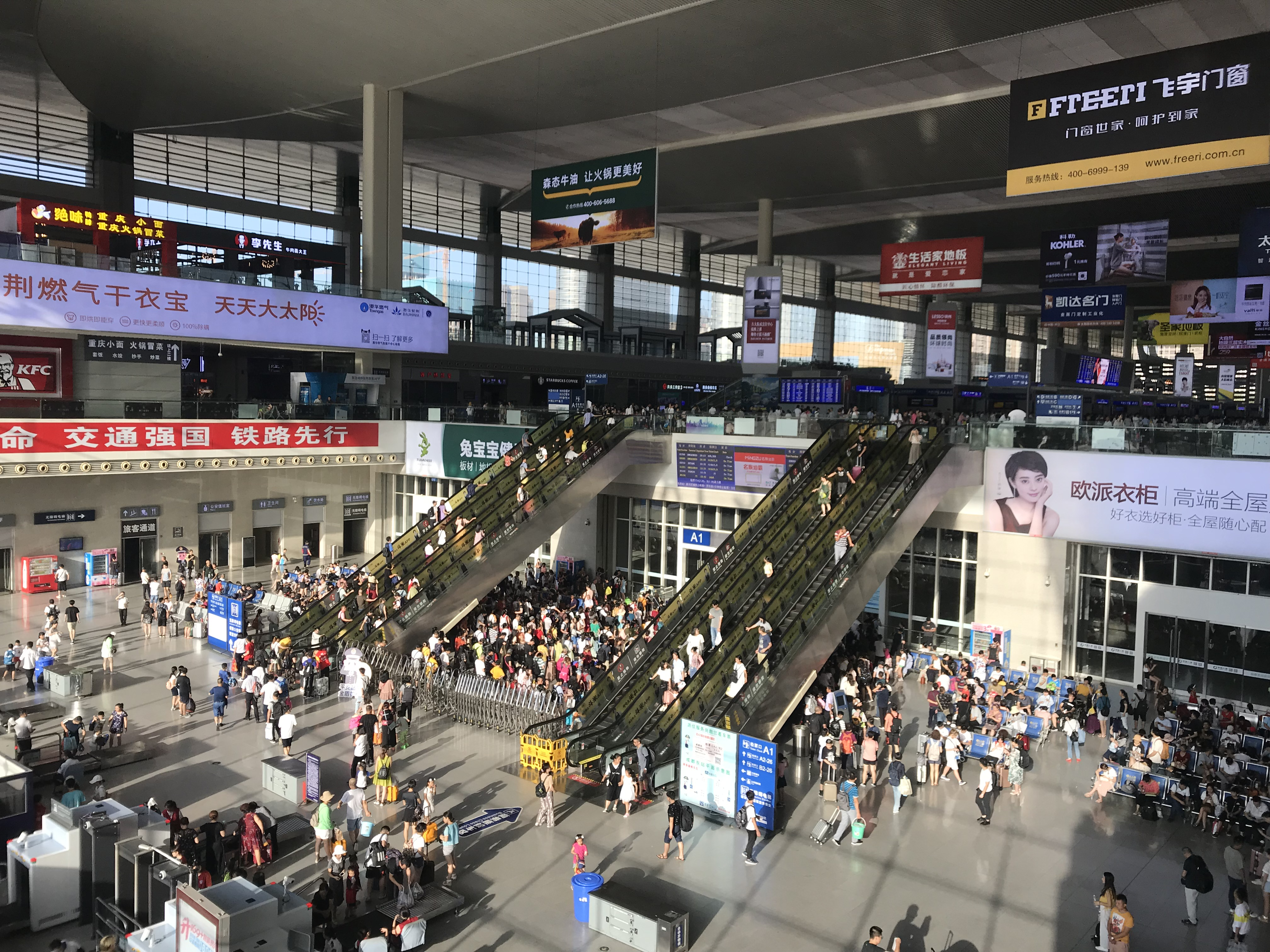
成都东站西广场进站后，需要通过扶梯上至候车大厅
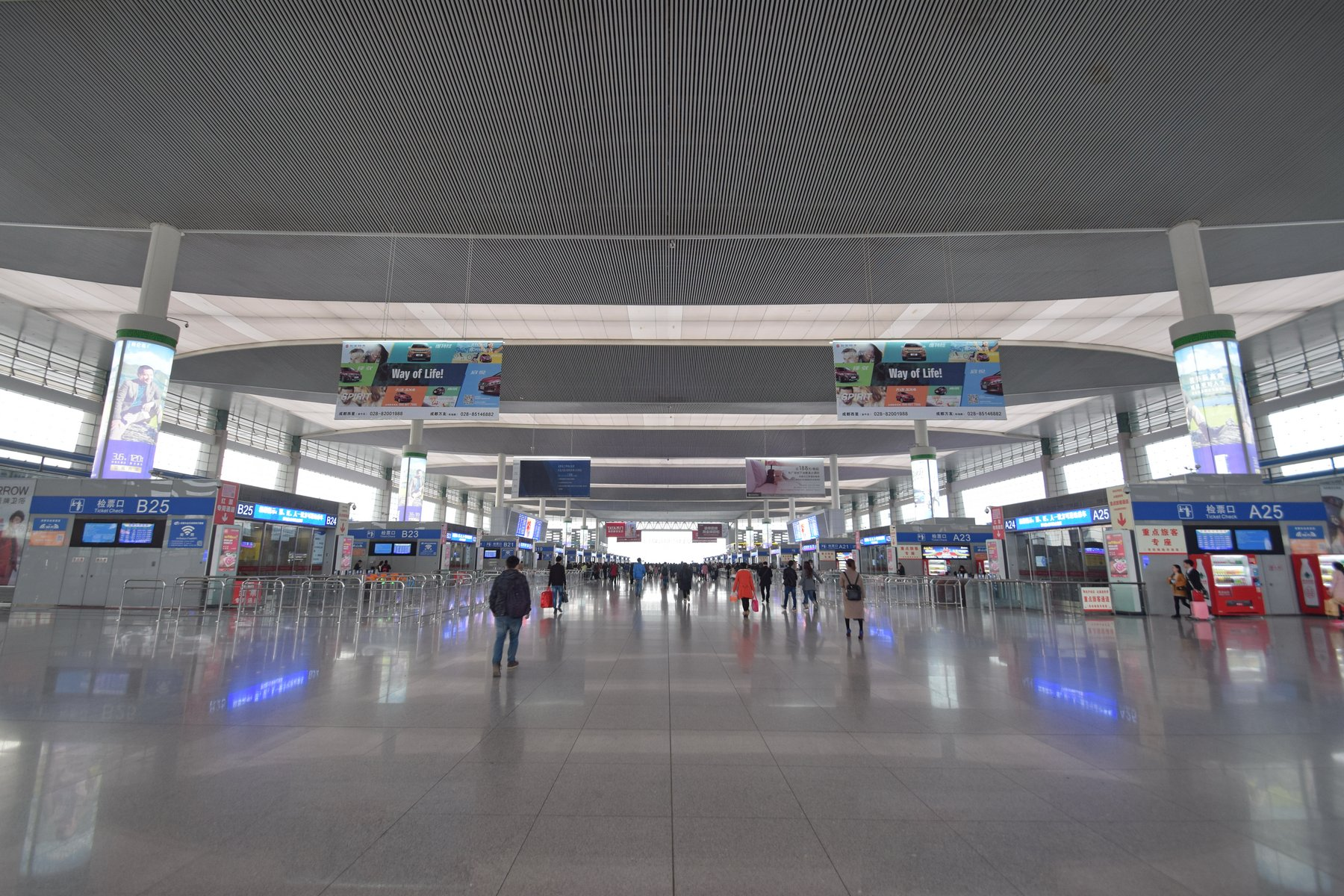
成都东站候车大厅，屋顶的天窗灵感来自太阳神鸟
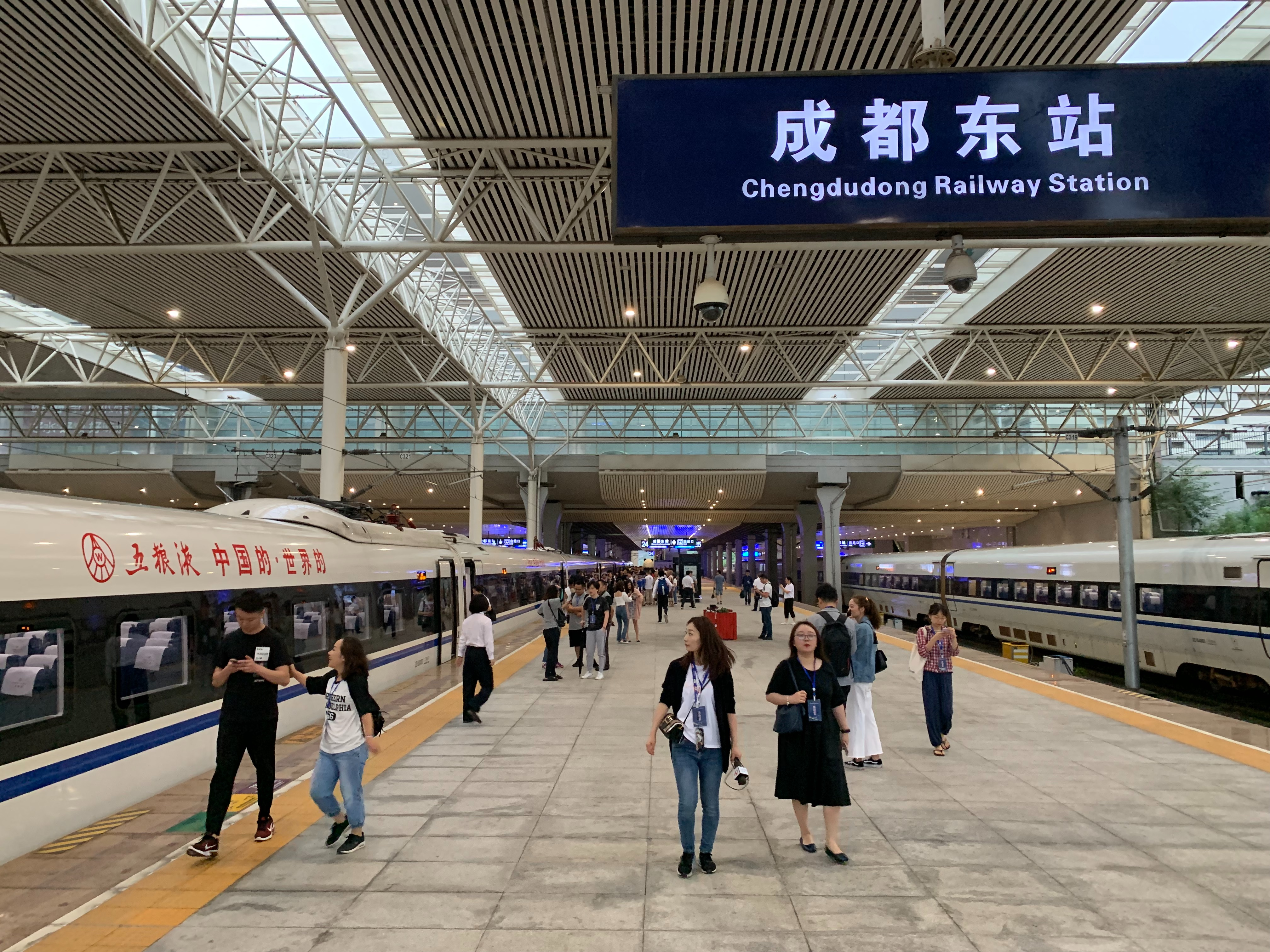
成都东站站台，本站站台均采用高站台与无站台柱钢结构雨棚
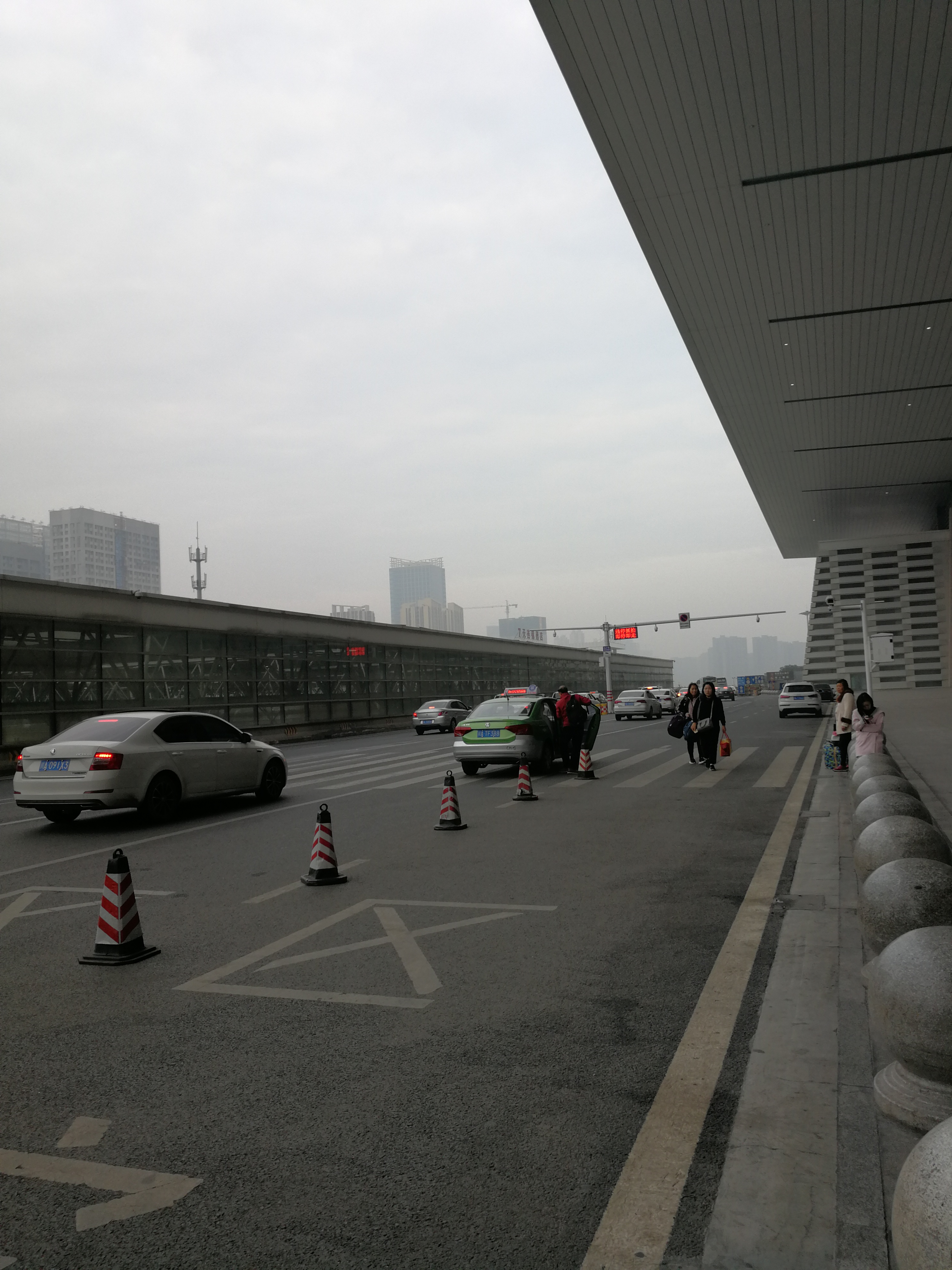
成都东站南侧高架送站通道
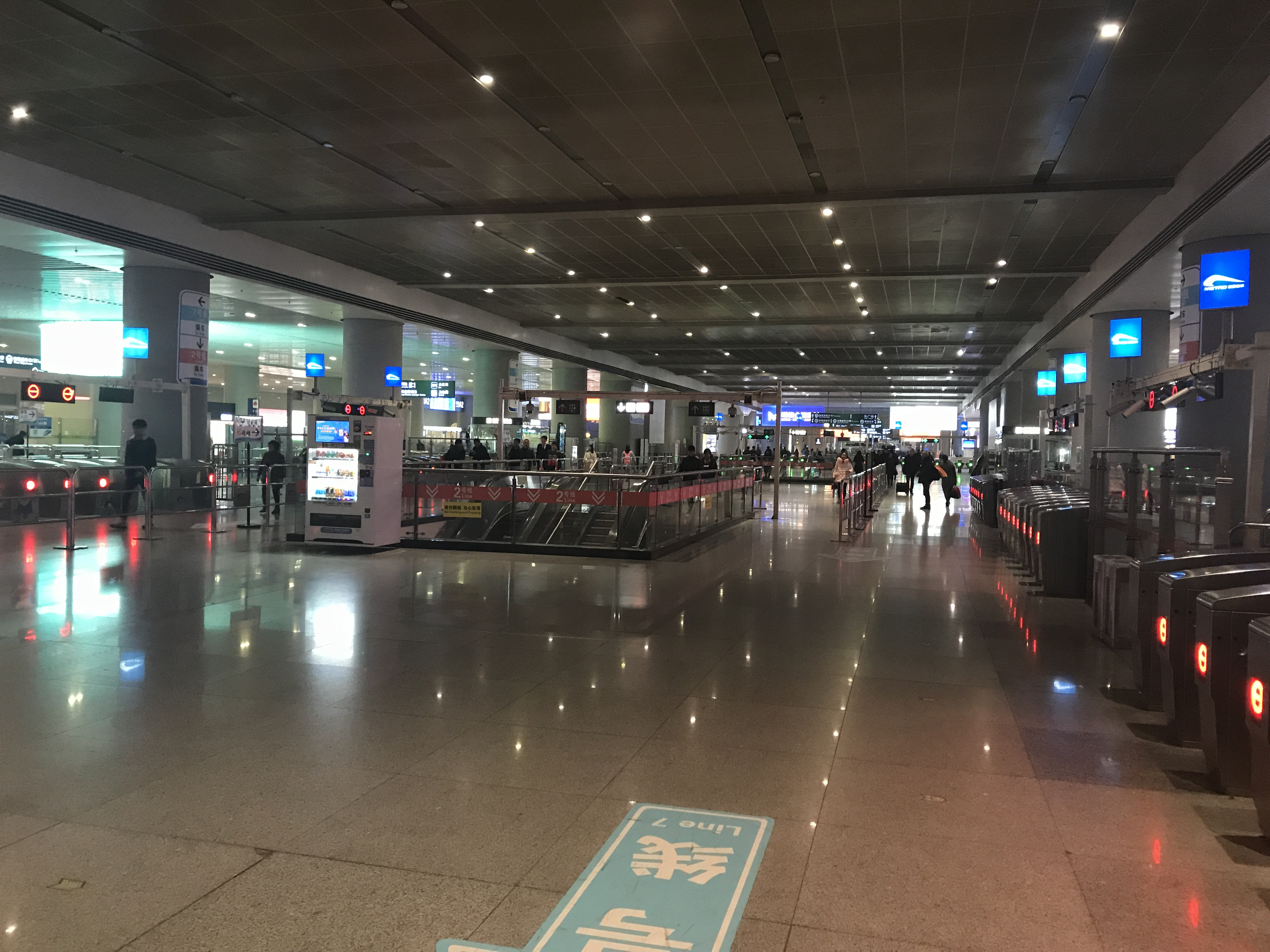
成都东站地下一层的地铁站厅

### 车站设计
成都东站总占地约68公顷，车站站房面积10.8万平方米，站房总高度40.9米，东西总长度445米，南北屋盖宽度204米（不含站台雨棚），设计近期日旅客发送量20.7万人次，远期37.6万人次。站房主体建筑分为5层（局部6层），包括2F高架候车层及东、南、北进站层，1F站台层及西进站层，B1F出站层及B2F、B3F两层地铁站台层，整体采用线上高架候车式超大型铁路站房设计。因地形条件影响，成都东站西站房与站台层相平，为线侧平式站房设计；而东站房高出站台层，为线侧上式设计。

#### 车站造型设计
成都东站的设计理念为“蜀汉风韵”，设计灵感来自成都平原历史中的三星堆文化、金沙文化以及三国蜀汉文化。车站的东西立面以蜀汉建筑中山门、门阙形式为灵感来源，并采用了形似竹编的立面设计来呼应川西竹编工艺。位于东西立面的四支青铜色立柱为全站视觉焦点。这四支立柱以三星堆文化的青铜人面像作为造型原型，极具力量感，同时作为车站屋盖的主要支撑起到重要结构作用。站房屋顶借鉴了川西民居大出檐的风格，外挑达到27米，也为进站旅客提供了遮阳避雨空间，并改善车站内光热条件。屋顶上沿南北方向开有多组弧形条带状天窗，造型灵感来自金沙文化中太阳神鸟的羽翼与火焰。天窗围合成的屋顶体量同时形成竹叶形态，流露出成都平原的田园文化。

#### 旅客流线设计
成都东站采用“上进下出”的旅客流线设计。车站四面均设进站口，在南北侧有横跨站场的社会车辆高架送站通道。站内2楼为一体化的高架候车大厅，东西轴线为候车大厅主要流线通道，往两侧分别布置检票口、候车座椅、商业及服务用房。站内局部设3楼商业夹层，为旅客提供购物、餐饮服务。车站检票口与站台一一对应，均采用自动化闸机验票，旅客从2层候车大厅检票后下至1层站台层乘车。到达旅客从1层下到地下一层出站，地下一层为铁路出站层、换乘中心及地铁站厅层，可垂直换乘地铁，或水平前往东西广场地下层换乘城市公交、长途客运巴士、出租车等。

#### 车站结构及材料
成都东站地下及站台层采用钢筋混凝土结构，候车大厅层、站台雨棚与屋盖采用钢结构。候车大厅层采用H型钢焊接成3米高平面桁架框架梁，并以21*21.5米柱网组成钢构框架。屋盖层南北跨度达到204米，采用空间管桁架结构来减轻自重加大强度。车站的四组脸谱型立柱为巨型钢结构，顶部跨度达到42米，作为屋顶的主要支撑构建。车站整体抗震设防烈度为7度。
成都东站外表皮大面积使用了玻璃幕墙，在中国大陆铁路客运站尚属首次。车站选用通透率75.5%的LOW-E钢化中空玻璃构建单索单向夹具柔性玻璃幕墙，具备良好的透光、隔热性能与简洁通透的视觉效果。车站屋顶天花、东西两侧“竹编”立面则采用铝板材质减轻重量。在建筑的立柱和基座则采用了质感粗糙的石材贴面，避免车站的现代材质给人以疏离感。

### 站线布置
成都东站站场规模14座站台、26个站台面、26条股道。站场布置采用两场式布局，西侧为沪汉蓉-达成场、东侧为西成、成贵、成渝混用的高速场。达成场占据1-5站台及附属1-9股道；高速场占据6-14站台及附属10-26股道。在站台功能划分方面，车站高速场由东向西站台依次担任北京方向动车组乘降、成贵动车组乘降、重庆上海方向动车组乘降工作；沪汉蓉-达成场则由东向西依次担任成都枢纽环线列车、达成线列车的乘降工作。
站场北端接入成都动车运用所，并在北端设置高速场北京方向反发联络线、南端设置高速场重庆方向反发联络线来实现成都东往北京、重庆方向的列车在不切割正线情况下办理始发终到及入库作业，提高枢纽运行效率。成渝、西成及成贵客专在站场通过咽喉道岔实现联络。
成都东站所有站台均采用无站台柱雨棚与高站台设计，旅客列车无需借助梯级即可实现旅客乘降。无柱雨棚使用空间钢管桁架结构，单侧南北方向跨度105米、东西方向跨度305米，总面积70800平方米。站台与候车层、出站层之间通过步梯、自动扶梯与无障碍垂直电梯相联系。

## 列车目的地
2017年，随着西成高铁、渝贵铁路等新高铁线路相继开通，成都东站开始开行大量动车组，普速列车逐渐被高速动车组取代。截至2018年4月调图，成都东站共开行列车300多对。
| 目的地所属路局 | 站点 |
| -------------- | --- |
| 北京局集团     | 霸州西、白沟、白洋淀、保定东、北京西、德州东、定州东、高邑西、邯郸东、衡水北、景州、秦皇岛、山海关、胜芳、石家庄、唐山、天津西、邢台东、正定机场、涿州东 |
| 成都局集团     | 安顺西、巴中、白马北、白云北、毕节、璧山、苍溪、长宁、长寿北、朝天、成都南、重庆北、重庆西、从江、达州、大英东、大方、大足南、垫江、都匀、都匀东、独山、德阳、峨眉、峨眉山、丰都、涪陵、涪陵北、富顺、赶水东、高兴、关岭、广安南、广汉北、广元、贵定北、贵定县、贵阳北、贵阳东、合川、简阳南、剑门关、江油、江油北、开江、凯里南、阆中、乐山、梁平、梁平南、隆昌北、龙洞堡、龙里北、泸县、泸州、罗江东、珞璜南、麻尾、眉山东、绵阳、南部、南充、南充北、内江北、泥溪、盘州、蓬安、彭山北、彭水、蓬溪、平昌、屏山、普安县、綦江东、黔江、犍为、黔西、青白江东、青川、青莲、青神、清镇西、荣昌北、榕江、三都县、沙坪坝、石柱县、双流机场、双流西、遂宁、潼南、铜仁南、桐梓北、桐梓东、土溪、万州、万州北、威信、武隆、息烽、新都东、新津、新津南、兴文、修文县、秀山、宜宾西、营山、永川东、岳池、镇雄、朱砂古镇、资阳北、资中北、自贡、遵义、遵义南、香港西九龍 |
| 广州局集团     | 常德、长沙、长沙南、郴州、东莞东、佛山西、广宁、广州、广州南、河源、衡阳、虎门、怀化、怀化南、怀集、惠州、江门、来凤、醴陵、醴陵东、龙山北、娄底南、三水南、桑植、韶关东、韶山南、邵阳北、深圳、深圳北、深圳东、石门县北、铜仁、湘潭、湘潭北、溆浦南、益阳、张家界西、肇庆东、芷江、中山、珠海 |
| 济南局集团     | 济南东、济南西、岚山西、青岛、青岛北、青岛西、青州市北、日照西、潍坊北、烟台、淄博北 |
| 昆明局集团     | 楚雄、大理、富源北、广通北、昆明、昆明南、曲靖北、嵩明、祥云 |
| 兰州局集团     | 哈达铺、兰州、陇南、庆阳、吴忠、银川 |
| 南昌局集团     | 长汀南、德安、东乡、丰城、福州、福州南、抚州、赣县北、赣州、高安、冠豸山南、会昌北、吉安、吉安西、建宁县北、将乐、进贤、九江、龙岩、庐山、南昌、南昌西、南丰、南平市、萍乡、萍乡北、瑞昌、瑞金、三明、三明北、上饶、泰和、厦门北、向塘、新余、新余北、延平、宜春、鹰潭、鹰潭北、永安南、永修、于都、玉山、玉山南、漳平西、樟树、漳州 |
| 南宁局集团     | 北海、恭城、贵港、桂林、桂林北、桂林西、河唇、合浦、贺州、金城江、来宾北、柳州、陆川、鹿寨北、南宁东、钦州东、三江南、遂溪、五通、兴业、阳朔、永福南、玉林、湛江、钟山西 |
| 青藏铁路公司   | 海石湾、乐都、西宁 |
| 上海局集团     | 安吉、蚌埠南、亳州南、苍南、常熟、长兴、常州、常州北、巢湖东、丹阳、砀山南、德清、东海县、东台、阜阳西、赣榆、海安、合肥、合肥南、杭州、杭州东、杭州南、湖州、淮安东、淮南南、黄山北、嘉兴南、建湖、江都、江宁、江山、金华、金华南、金寨、缙云、缙云西、昆山南、丽水、溧水、溧阳、连云港、龙游、六安、南京南、南通、南通西、邳州东、千岛湖、衢州、如皋、瑞安、上海、上海虹桥、泗阳、苏州、宿迁、宿州东、睢宁、太仓、泰州、桐庐、桐乡、温州、温州南、芜湖、无锡、无锡东、武义、武义北、萧县北、新沂南、徐州东、宣城、盐城、扬州、宜兴、义乌、颍上北、永城北、永康南、张家港、镇江、诸暨 |
| 沈阳局集团     | 鞍山西、葫芦岛北、锦州南、辽阳、盘锦、沈阳北 |
| 太原局集团     | 洪洞西、侯马西、霍州东、介休东、临汾西、灵石东、平遥古城、祁县东、太谷西、太原南、闻喜西、襄汾西、永济北、运城北 |
| 武汉局集团     | 野三关、大冶北、鄂州、恩施、高坪、汉川、汉口、红安西、黄石、黄石北、建始、荆门、荆州、利川、麻城北、潜江、随州、天门南、武昌、武汉、仙桃西、襄阳、阳新、宜昌东、枝江北 |
| 西安局集团     | 城固北、大荔、西安西、佛坪、汉中、鄠邑、华山北、宁强南、渭南北、西安北、洋县西 |
| 郑州局集团     | 安阳东、巩义南、鹤壁东、开封北、兰考南、灵宝西、洛阳龙门、渑池南、民权北、三门峡南、商丘、新乡东、郑州东、郑州西 |

## 配套交通

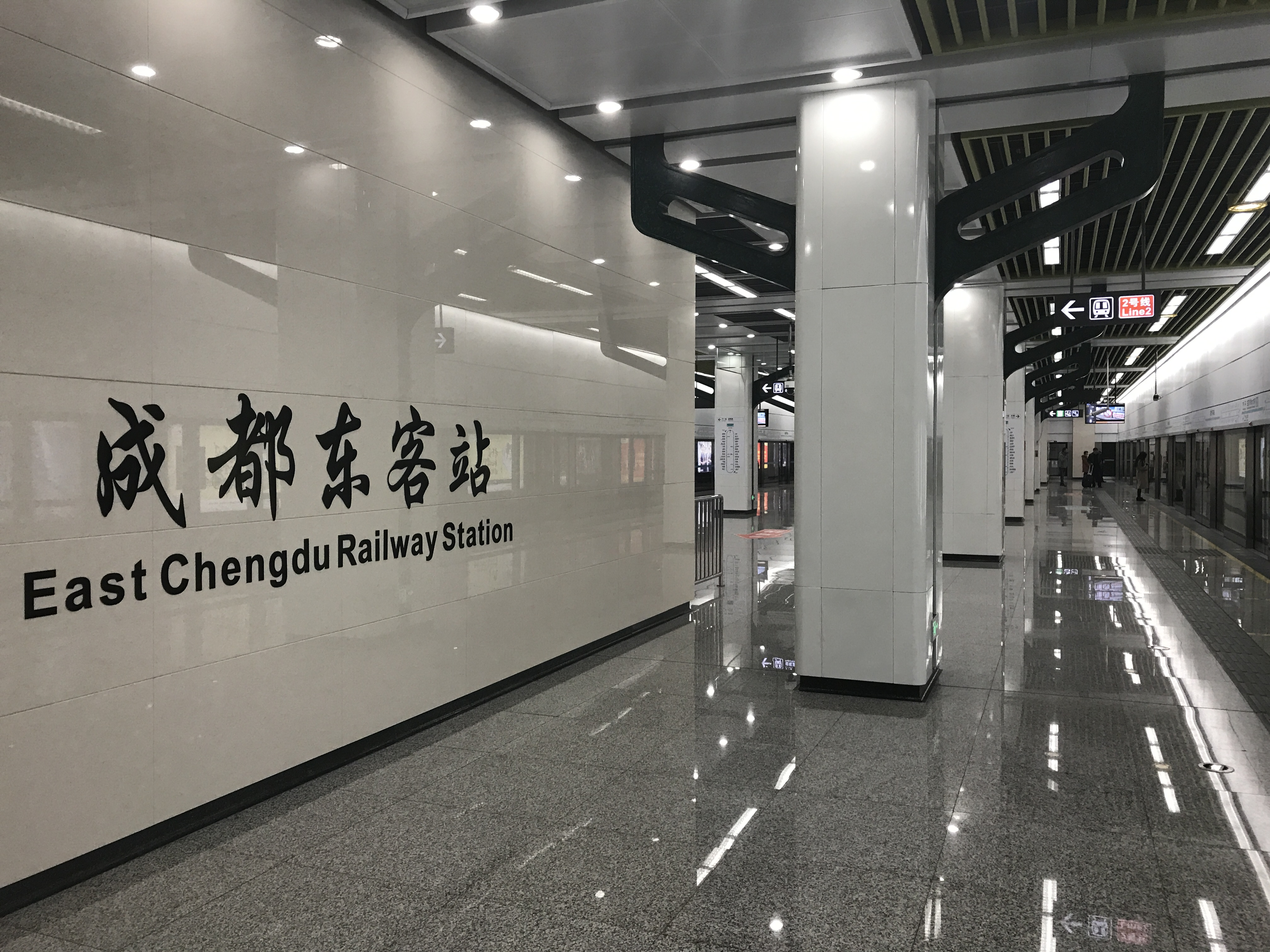
地铁成都东客站站台

成都东站的配套交通设施主要以南北两个广场为中心分布，可以换乘出租车、公交、地铁、公路客运等多种交通工具往来市区、郊区和其他城市。

### 地铁
成都东站地下一层为国铁出站层、综合交通换乘集散层与地铁站厅层。地铁2号线、7号线成都东客站站厅位于靠西广场一侧。地下二层是成都地铁 2号线站台，已于2012年9月开通，地下三层为成都地铁 7号线站台，已于2017年12月开通。2017年11月29日，成都东站将整个地下一层划为安检禁区，实现国铁转地铁单向免安检。除了成都东客站以外， 2号线成渝立交站也可到达东广场。

### 东广场
成都东站东广场地下原有成都公交成都东客站(东广场)站和出租车站。为了防止旅客被绕晕，2015年1月8日，成都东站完成功能调整，东广场只负责成都公交的换乘工作。
停靠公交路线：K12路、4路、40路、47路、71路、101路、147路、136路、137路、91路、G38路、504路、857路、夜间1路、夜间2路、夜间6路。

### 西广场
成都东站西广场地下原有成都公交成都东客站西广场站和出租车站，另外社会车辆停车场也在西广场地下，并与中环路锦绣大道下穿隧道相连。按照功能调整的要求，西广场只提供出租车、机场大巴和社会车辆服务，增设旅游大巴换乘。

### 成都东站汽车客运站
成都东站汽车客运站位于成都东站东广场南侧，车站包括地上三层和地下两层，分别是3F商业及办公区，2F重点旅客候车区，1F进站、售票、候车及出站区，-1F大巴到达站台以及-2F社会车辆停放区。成都东站汽车客运站自2011年9月30日启用，并陆续启用了进站安检，电子客票和实名制乘车。2018年3月31日，成都城北客运中心班车全部迁入成都东站汽车客运站，后者始发班线达到173条，并承担了成都全部25条超长汽车客运班线的到发业务。

## 意义
成都东站建成时为中国西南地区最大的铁路客站和综合交通枢纽，同时也取代了成都站成为成都铁路枢纽的最核心客运车站。成都东站作为成都几乎所有高铁线路的停靠站与中国高速铁路网重要枢纽车站，开行列车通达全国大部分地区。2018年，成都东站客流量即突破1亿人次，至2021年，成都东站日均客流量达到15万人次，在2021年5月1日更达到29万人次的日发送旅客量峰值。成都东站同时也带动成都市成华区临站产业区域“东客站枢纽经济发展区”的快速发展。该区域通过近10年的建设，基本形成完善的商住产业一体化地带，2018年地区零售额即达100亿元人民币。

## 问题与批评

### 交通接驳不畅
成都东站由于属中国第三代铁路客运站的早期产物，在交通换乘规划上欠周到。车站2楼社会车辆送站通道由于偏狭小，导致常态化拥堵。出站层前往地面和公交站台的扶梯过少，地铁转国铁也必须先出站到一楼广场再进站，旅客流线壅塞。

### 候车厅布局不合理

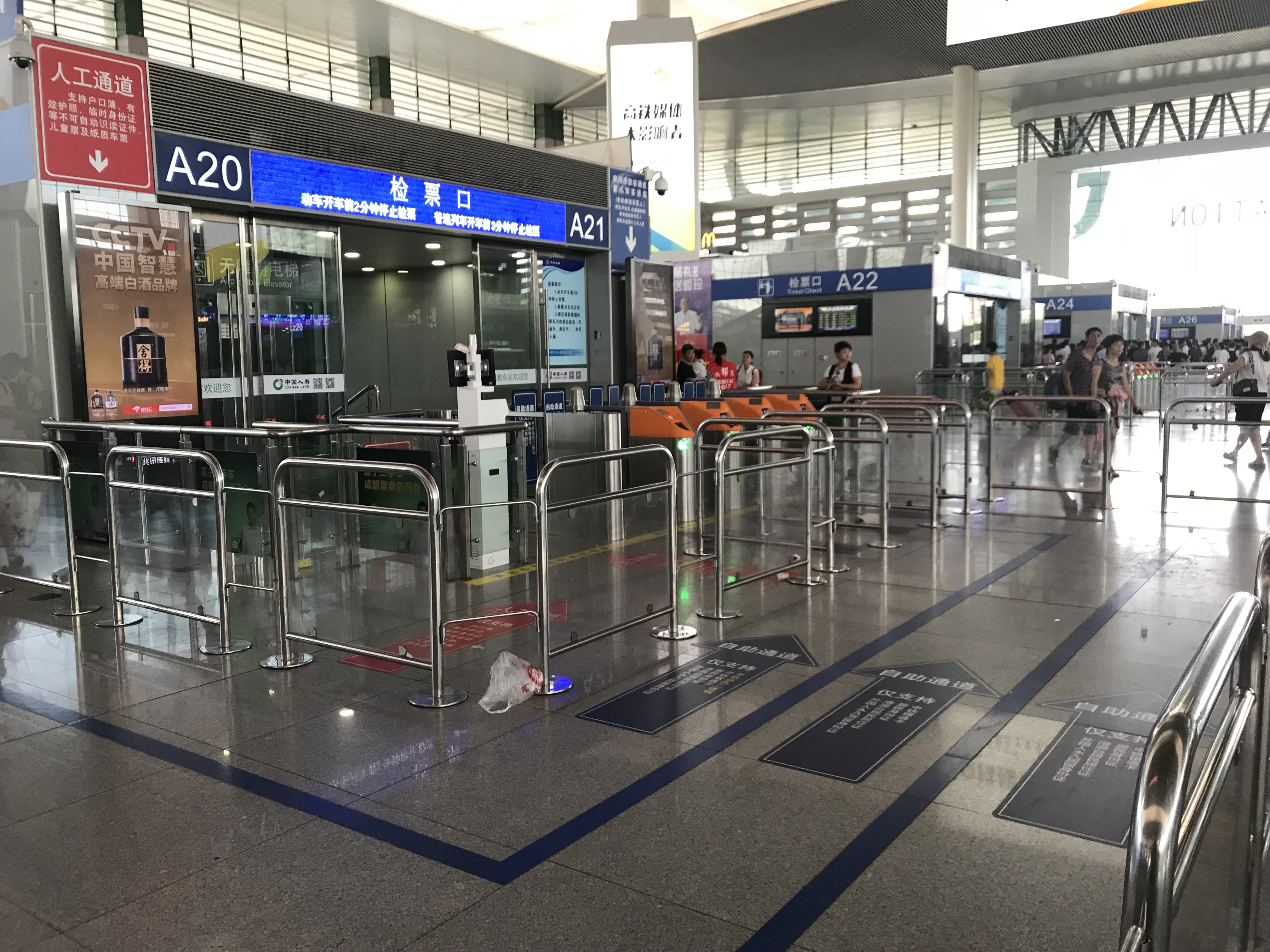
成都东站检票口前增设的绕行栏杆

由于成都东站采用检票口居中式布局且在2楼布置商业用房，导致每对检票口之间间距仅23米，检票队伍极易堵塞中间通道。成都东站后续采取蛇形栏杆绕行的方法来错开检票队伍以留出通道。

### 绕行过多
成都东站为引导客流，布置有大量铁马，在进站口、安检、检票等处形成绕行。过多的绕行路段导致成都东站饱受诟病，有铁路爱好者因此戏称其为“栏杆东站”。此外，成都东站出站层出站口不全部开放、南北进站口开放不规律也是造成绕行的一大原因。

## 未来发展
成都东站未来还将接入成渝中线高速铁路、成自高速铁路、川青铁路及成达万高速铁路。此外，成都市将成都东站划定为成都首批16个TOD城市站点之一，将对其进行改造以更好实现站城一体化。